# えれ子
えれ子（えれこ、4月13日～）は、日本のゲーム実況者、ゲームイベント・番組MC、webライターである。Youtubeとニコニコ動画に動画投稿を行っている。年齢は、非公開。デニとハルという名前の猫を飼っている。

## 来歴・人物
大阪に生まれ、ほどなく上京する。年の離れた兄弟が持っていたファミコンにふれた事がきっかけでゲームが好きになり、立派なゲーマーになる。現在はPCをメインに幅広く遊んでいる。趣味で始めた「ゲームレビュー」「ゲーム実況動画・ライブ配信」が功を奏し他媒体へ寄稿したり、ゲーム系イベントのMCを行っている。
アニメ声に定評があり、FPSゲームを主にプレイしている。その他にも、「箱庭RPG」「MOBA系」「ハックアンドスラッシュ」などが好物である。「ゲームをしている私」ではなく、「ゲーム」を見て欲しいという切な願いを持っている。
FPSというジャンルに出会ったきっかけは、『Call of duty4』が発売されるにあたって友人に誘われたことである。実況動画を撮ろうと思ったきっかけは、『battlefield:bad company2』が発売された際、もっと多くの人に知ってもらいたいため魅せる動画を撮って紹介したいと思ったからである。人気が出たきっかけとしては、声が個性的であること、当時女性がFPSをプレイしている物珍しさからではないかと考察している。お気に入りの実況者は、加齢た声とｍlikydriftである。えれ子がアップした動画の中でおすすめの動画は、『【CoD:BO】つんでれオプス【実況】』と『【CoD:BO】えれ子のxkMODさーちあんどですとろい』である。
2010年3月29日、ニコニコ動画で動画投稿を始める
2014年8月10日 YouTubeで動画投稿を始める
2016年、ニコニコ動画、YouTube、Twitchにでゲーム情報サイト「Game Spark」の生放送ゲーム実況番組「げむすぱ放送部」milkydriftと共に 放送を開始。
同年、「げむすぱ放送部」特別編「風林火山！しゃどばす塾」にて、天の声（司会進行）として出演。
2018年6月、「Samsung SSDゲームイベント」に実況として出演。
2019年1月19日、所属していたRsk Ninjas Gamingから脱退

## 執筆歴
- 目指したのは“原作と同じ感覚”―『バイオハザード RE:2』開発者インタビュー（game spark）執筆
- 過激に選ぶぜ！『ジャストコーズ4』爆発＆破壊10選【動画特集】（game spark）執筆
- 「一見の価値あるゲームを作っていこう」―『バイオハザードRE:2』カプコン第一開発統括・竹内潤合同インタビュー（game spark）執筆

ほか game spark、インサイド（ニュースサイト）などで執筆

## 番組MC
2018年
- AbemaTV 『ウルトラゲームス』　Alliance of Valiant Arms（通称AVA）で協力プレイ！Hit Game Live! #13にSHAKAと共に出演
- eSports Studio AKIBA（ソフマップAKIBA②号店 パソコン総合館）プロゲーマーと一緒にプレイしよう！にMCとして GUNTWINS、はつめ、Milkydrift、SouLと共に出演
- eSports Studio AKIBA（ソフマップAKIBA②号店 パソコン総合館）「PUBG 女子会 in eSports Studio AKIBA」にMCとして GUNTWINS、おもちまいん、堀内華央理と共に出演

## 書籍
- 『ネットには書いていないゲーム実況者になるための本』